# Medinilla assamica
Medinilla assamica là một loài thực vật có hoa trong họ Mua. Loài này được (C.B. Clarke) C. Chen mô tả khoa học đầu tiên năm 1983.